# Roger von Wendover
Roger (von) Wendover (* in Wendover, Buckinghamshire; † 6. Mai 1236) war ein englischer Mönch und Chronist in der Benediktinerabtei St Albans.
Einige Zeit, nachdem Roger von Wendower Mönch der Abtei St Albans geworden war, wurde er Prior der Klause von Belvoir. Er büßte aber diese Würde in den ersten Regierungsjahren des Königs Heinrich III. wieder ein, weil er der Verschwendung von Schenkungen an das Kloster für schuldig befunden wurde. Seine späteren Jahre verbrachte er wieder in St Albans, wo er 1236 starb.
Roger von Wendover war der erste der bedeutenden Chronisten, die im Skriptorium von St Albans arbeiteten. Er verfasste ab ca. 1204 (evtl. auch später) die Weltchronik Flores Historiarum, in der er Ereignisse von der Erschaffung der Welt bis zum Jahr 1235 darstellte. Ab etwa 1202 ist sie Rogers originales Werk und hat als zeitgenössische Quelle historischen Wert. Der Verfasser schreibt sehr weitschweifig, ist aber häufig ungenau. Wo er die alleinige Quelle für ein Ereignis darstellt, muss er mit Vorsicht benutzt werden. Die Chronik blieb durch ein aus dem 13. Jahrhundert stammendes Manuskript der Bodleian Library (Douce MS. 207) erhalten, ferner durch eine verstümmelte Abschrift des 14. Jahrhunderts im British Museum (Cotton MS. Otho B. v.) sowie durch die von Rogers Fortsetzer, Matthäus Paris, besorgte Edition, die den ersten Teil von dessen Chronica Majora darstellt (hrsg. von H. R. Luard, Rolls Series, 7 Bände). Henry Octavius Coxe veranstaltete eine moderne Ausgabe der Chronik Rogers von Wendover (5 Bände, London 1841–44).

## Ausgaben
Latein:
- Hg. v. Henry Coxe (1841–44): Bd. 1, Bd. 2, Bd. 3, Bd. 4, Appendix.
- Hg. v. Henry Gay Hewlett, in der Rolls series, (1886–89): Bd. 1, Bd. 2, Bd. 3.

Englische Übersetzung:
- John Allen Giles (1849): Bd. 1, Bd. 2.